# Cucal de les Filipines
El cucal de les Filipines (Centropus viridis) és una espècie d'ocell de la família dels cucúlids (Cuculidae) que habita zones amb herba i matolls de les Filipines.